# Dolichocephala flamingo
Dolichocephala flamingo är en tvåvingeart som beskrevs av Smith 1965. Dolichocephala flamingo ingår i släktet Dolichocephala och familjen dansflugor.
Artens utbredningsområde är Nepal. Inga underarter finns listade i Catalogue of Life.